# Hella Jongerius

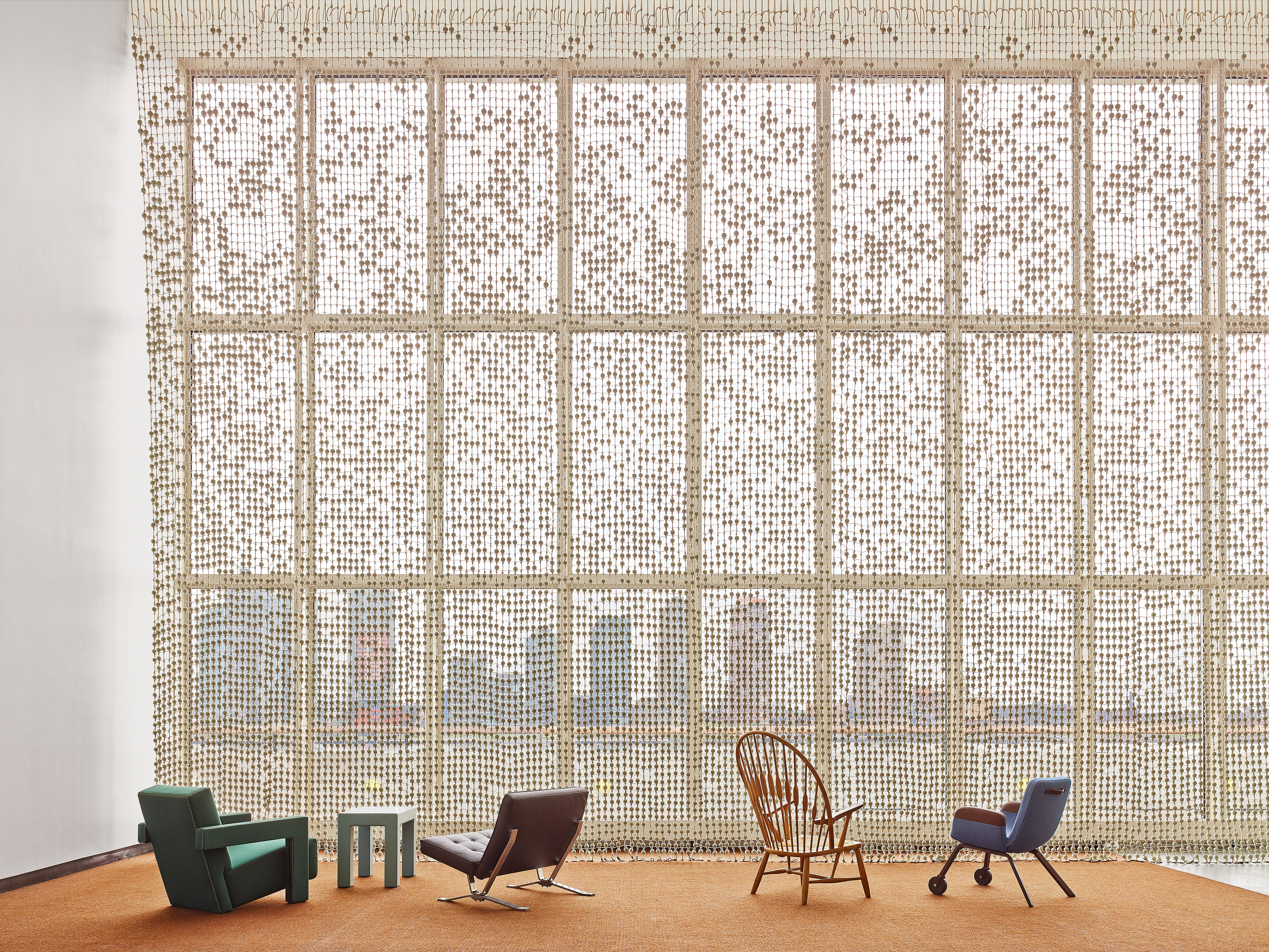
Knots & Beads Curtain, 2013

Willemina Maria Cornelia (Hella) Jongerius (De Meern, 30 mei 1963) is een Nederlands industrieel ontwerper.

## Leven en werk
Jongerius werd opgeleid aan de Design Academy Eindhoven waar zij in 1993 afstudeerde. In 2001 richtte zij de designstudio Jongeriuslab op in Rotterdam. In 2009 verplaatste zij haar werkzaamheden naar Berlijn. In 2012 werd zij artdirector bij het Zwitserse bedrijf Vitra in Bazel, in 2014 werd zij dat ook voor het Finse bedrijf Artek. Zij was van 1998 tot 2002 als docent van de afdeling 'wonen' en hoofd van de afdeling 'Atelier' verbonden aan de Eindhovense Design Academy Eindhoven. Recent onderwees zij aan de Kunsthochschule Weißensee, Berlijn.

## Werken
Jongerius maakte industriële ontwerpen voor bedrijven als Cappellini, IKEA, KLM, Maharam, Swarovski, Tichelaar en Vitra.

### Belangrijke ontwerpen
- Delegates Lounge VN
- Polder Sofa (Vitra)

### Delegates Lounge VN
Met Rem Koolhaas, Irma Boom, Gabriel Lester en Louise Schouwenberg ontwierp zij de herinrichting van de Delegates Lounge in het hoofdkwartier van de Verenigde Naties in New York. De nieuw ontworpen ruimte werd in 2013 geopend door koningin Máxima en door VN-secretaris-generaal Ban Ki-moon.

## Erkenning
Werk van Jongerius is tentoongesteld in diverse landen, onder andere in China, Duitsland, Engeland (Design Museum, Londen), Frankrijk, Nederland (het Stedelijk Museum en Museum Boijmans Van Beuningen), de Verenigde Staten (MoMA en het Cooper-Hewitt National Design Museum) en Zwitserland.
Haar werk werd in 2003 bekroond met de Rotterdam Designprijs. In 2008 kreeg zij de Sanoma Oeuvre Award. In 2017 werd de Sikkens Prize (voor baanbrekend werk op het gebied van kleurgebruik) aan haar toegekend. In 2021 werd de Piet Zwart Prijs aan haar toegekend.
Op 28 maart 2024 werd Hella Jongerius benoemd tot lid van de Akademie van Kunsten.

## Groepstentoonstellingen (selectie)
- 1994, deelnemer aan de eerste presentatie van Droog Design op de Milan Furniture Fair
- 1995, Mutant Materials in Contemporary Design, Museum of Modern Art, New York
- 1996, Thresholds in Contemporary Design from the Netherlands, Museum of Modern Art, New York
- 1996, Self-Manufacturing Designers tentoonstelling, Stedelijk Museum, Amsterdam
- 2001, Workspheres tentoonstelling, Museum of Modern Art, New York
- 2002, Skin: Surface and Structure in Contemporary Design, Cooper Hewitt National Design Museum, New York
- 2007, MyHome exhibition, Vitra Design Museum, Basel, Zwitserland
- 2010, Taking a Stance, Nederlands Cultureel Centrum, Shanghai, China

## Solotentoonstellingen (selectie)
- 2003, Design Museum, Londen
- 2005, On The Shelves, Villa Noailles, Hyères, Frankrijk[9]
- 2010, Hella Jongerius – Misfit, Museum Boijmans Van Beuningen, Rotterdam[10]